# دانيال والكوت
دانيال والكوت هو لاعب هوكي الجليد كندي، ولد في 19 فبراير 1994 في ليل بيرت في كندا.

## وصلات خارجية
- دانيال والكوت على موقع دوري الهوكي الوطني (الإنجليزية)
- دانيال والكوت على موقع EliteProspects.com (الإنجليزية)
- دانيال والكوت على موقع Eurohockey.com (الإنجليزية)
- دانيال والكوت على موقع HockeyDB.com (الإنجليزية)
- دانيال والكوت على موقع Hockey-Reference.com (الإنجليزية)